# Proechimys simonsi
Proechimys simonsi es una especie de roedor de la familia Echimyidae.

## Distribución geográfica
Se encuentra en Sudamérica: Bolivia, Brasil, Colombia, Ecuador y Perú.